# Frédéric Etherlinck
Frédéric Etherlinck, né Frédéric Van Goitsenhoven le 11 août 1968 à Bruxelles, est un chanteur et acteur belge.
Il est connu pour avoir représenté la Belgique au Concours Eurovision de la chanson 1995 avec la chanson La voix est libre.
Philippe Swan a dans un premier temps proposé le titre Dis oui à Frédéric Etherlinck qui lui a préféré La voix est libre. Dis oui devient la chanson représentant la Belgique au Concours Eurovision de la chanson 1998,,.
En 1998, il participe au single Le Bal des gueux d'Alec Mansion au profit de l’Opération Thermos, qui distribue des repas pour les sans-abris, dans les gares. Cette chanson est interprétée par trente-huit artistes et personnalités dont Toots Thielemans, Stéphane Steeman, Marylène, Armelle, Jacques Bredael, Lou, Alec Mansion, Muriel Dacq, les frères Taloche, Morgane, Nathalie Pâque, Frédéric Etherlinck, Richard Ruben, Christian Vidal, Marc Herman, Jeff Bodart, Jean-Luc Fonck, Benny B et Daddy K.
Il eut une relation avec les présentatrices télévisées Bérénice et Maria Del Rio.
Depuis décembre 2021, il est le présentateur et l'animateur du jeu télévisé Les Traîtres diffusé sur RTL TVI.

## Discographie

### Album studio
- 1996 : Les Années lumières

### Singles
- 1994 : Faut pas croire
- 1995 : La voix est libre
- 1996 : Day After Day

## Filmographie

### Cinéma
- 2006 : Le Guide de la petite vengeance de Jean-François Pouliot : vendeur 5
- 2009 : Le Séminaire de Charles Némès : le coach ANPE
- 2009 : Le Coach d'Olivier Doran : le réceptionniste
- 2010 : Conduite intérieure de Lionel Jadot (court-métrage) : Zac
- 2011 : De force de Frank Henry : responsable radio aéroport
- 2012 : Il était une fois, une fois de Christian Merret-Palmair
- 2012 : Au nom du fils de Vincent Lannoo
- 2015 : La Dame dans l'auto avec des lunettes et un fusil de Joann Sfar : un type de la station-service
- 2016 : La Tour de contrôle infernale d'Éric Judor : employé Aurely 2
- 2016 : Quantum Satori de Samuel Vanclooster (court-métrage) : Olivier Gérard
- 2016 : La Mécanique de l'ombre de Thomas Kruithof : voix écoutes
- 2017 : Light Thereafter de Konstantin Bojanov : Conrad
- 2017 : Le Serpent aux mille coupures d'Éric Valette : Maître Rigny
- 2017 : Momo de Sébastien Thiéry et Vincent Lobelle : le médecin maternité
- 2018 : 1991 de Ricardo Trogi : le garçon de table
- 2019 : Convoi exceptionnel de Bertrand Blier : le scénariste de l'open-space
- 2022 : Kanun, la loi du sang de Jérémie Guez : le client de l'hôtel de luxe
- 2024 : Jamais sans mon psy d'Arnaud Lemort : le chef des pompiers

### Télévision
- 2015 : Le Berceau des anges  de Ricardo Trogi : Bernard Rosenthal
- 2018 : eLegal d'Alain Brunard : l'avocat adverse
- 2019 : Undercover de Franck Devos : le rechercheur
- 2020 : En tout cas de François Jaros et Mathieu Handfield : le vendeur de marché
- 2020 : Les Newbies de Frédéric Nassif et François Bégin : Didier Dumontreuil
- 2020 : Big Five de Gilles de Maistre : Scorpio
- 2023-2024: Les trentenaires de Joachim Weissmann : Thierry

### Websérie
- 2024 : Tony Smith créé par William Khalifé : Philippe Lenglet, le juge d'instruction